# Des Moines
Des Moines (AFI: [dɨˈmɔɪn] en inglés), cuyo nombre proviene del francés y que significa De los Monjes o Monjes, es la capital y la ciudad más extensa del estado de Iowa. Así mismo, es la sede del condado de Polk. Según el censo de 2010 tenía una población de 203 433 habs. La ciudad es el centro de un área metropolitana que abarca los condados de Polk, Dallas, Warren, Madison y Guthrie, y ocupa el lugar número 91 de las áreas metropolitanas estadounidenses en población con 562 906 habs. según las estimaciones para 2009 de la Oficina del Censo de los Estados Unidos. Está ubicada a orillas del río homónimo.
Su fundación se remonta a 1843 con la construcción por el ejército de Estados Unidos del Fuerte Des Moines. Fue elevada al rango de ciudad el 22 de septiembre de 1851 con el nombre de Fort Des Moines que fue acortado a Des Moines en 1857.
Des Moines es un gran centro para las compañías aseguradoras y tiene también una base de buen tamaño de servicios financieros y negocios editoriales. La revista Forbes Magazine le dio a Des Moines el primer lugar en su lista de Mejores Lugares para los Negocios (Best Place for Business) en 2010.

## Historia

### Prehistoria

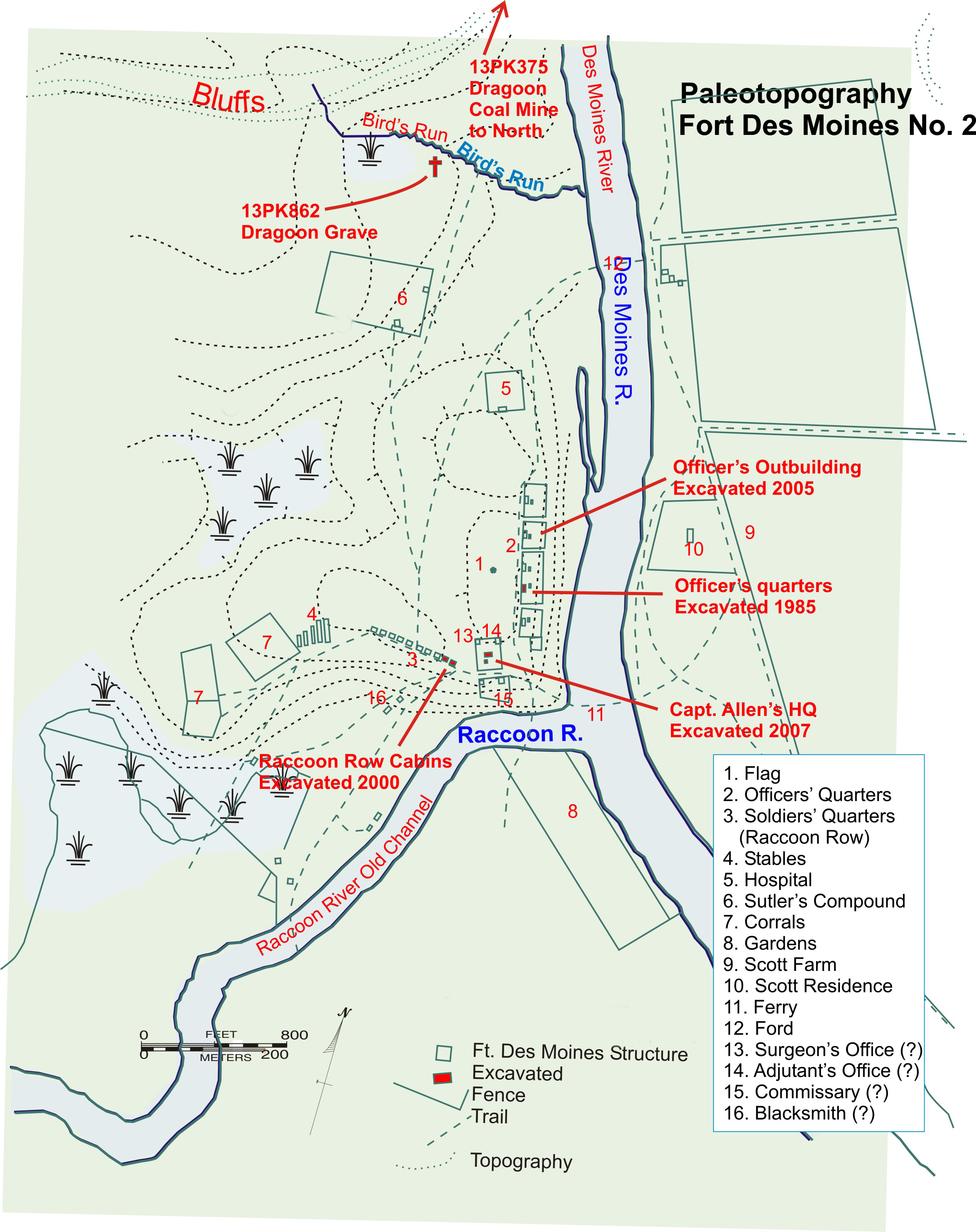
Mapa de los emplazamientos prehistóricos e históricos de tribus amerindias en la zona de la actual Des Moines

La confluencia de los ríos Des Moines y Raccoon ha atraído a pobladores humanos desde hace 3000 años. Los arqueólogos han identificado varias áreas de ocupación humana en el área de Des Moines datadas entre los años 1300 y 1700 a. C. Además, de 15 a 18 túmulos funerarios indígenas prehistóricos fueron observados por los primeros colonos que se instalaron en Iowa. Ninguno de dichos túmulos sobrevive hoy en día.

### Actual
Des Moines fue fundada en mayo de 1843 cuando el capitán James Allen construyó un fuerte donde los ríos Des Moines y Racoon convergen. Allen quiso llamarlo Fuerte Racoon, pero el Departamento de Guerra de los Estados Unidos le obligó a llamarlo Fuerte Des Moines. El nombre original de Des Moines no está claro. Podría hacer referencia al río de Moingonas, llamado así por la tribu india que vivía en esa zona. Otros creen que es por los monjes trapenses, algunos de los cuales vivían en cuevas cercanas al río. Otros, sin embargo, conectan Des Moines con De Moyen ("en medio" en francés), dada su localización entre los ríos Misisipi y Misuri.
Los colonos se instalaron cerca del fuerte y, el 25 de mayo de 1846, el fuerte Des Moines se convirtió en el asiento de Polk County. El 22 de septiembre de 1851 fue incorporado como ciudad, y su carta magna fue aprobada el 18 de octubre. En 1857, el nombre "Fuerte Des Moines" fue acortado a "Des Moines" y se convirtió en la capital de Iowa, abandonando a Iowa City como antigua capital. Hacia 1900, Des Moines era la ciudad más poblada con 62.139 habitantes.
En 1907, la ciudad adoptó un Gobierno de Comisión de ciudad conocido como el plan Des Moines, nombrando un alcalde electo y 4 comisionados que eran responsables de trabajos públicos, propiedad pública, seguridad pública y finanzas. Esta forma de gobierno fue abolida en 1950 a favor de un gobierno de gerente de consejo.
Como muchas ciudades, Des Moines comenzó a perder población frente al extrarradio, contando con 208.982 habitantes en 1960. La construcción del sistema de autopistas interestatales durantes finales de los 1950 y comienzos de los 1960 facilitó el acceso al extrarradio.
Des Moines protagonizó muchos titulares durante la gran inundación de 1993; cuando fuertes lluvias durante junio y julio hicieron que el caudal de los ríos Des Moines y Racoon superase los diques. Esta inundación dejó a unas 250.000 personas sin agua corriente durante 12 días y sin agua potable durante 20 días.
Además, es de donde provienen la mayoría de los integrantes de la banda de metal alternativo, Slipknot, formado en 1995.
La mayor zona de construcción es el centro. El nuevo Centro de Ciencias de Iowa y el Centro de Eventos de Iowa fueron abiertos en 2005, mientras que la nueva ala central de la Biblioteca Pública de Des Moines, diseñada por Davis Chipperfield, fue abierta el 8 de abril de 2006.
Muchos rascacielos se han convertido en lofts para solteros.
El área metropolitana de Des Moines ha sufrido también un "boom", en especial los suburbios del oeste, que tienen alrededor de 50.000 personas. Allí se encuentra el Centro Comercial Jordan Creek, el mayor de todo el estado de Iowa.

## Geografía
Según la Oficina del Censo de los Estados Unidos, la localidad tiene un área total de 213,92 km², de los cuales 209,45 km² corresponden a tierra firme y el restante 4,47 km² a agua, que representa el 2,09% de la superficie total de la localidad.
En noviembre de 2005, los votantes de Des Moines aprobaron una medida que permite a la ciudad anexarse ciertas parcelas de tierra en las esquinas sur, noreste y sureste de Des Moines, particularmente áreas que limitan con la carretera estatal 5 y la federal 65, anexión que finalmente tuvo lugar en 2009.

## Clima
El clima de Des Moines es continental húmedo, con gran variación estacional de temperaturas. Los veranos son a menudo templados y húmedos con frecuentes tormentas e inviernos que pueden ser muy fríos con frecuentes nevadas y persistente cobertura de nieve. Las siguientes tablas muestran los valores promedio mensuales para clima e indicadores del tiempo en Des Moines:
| Parámetros climáticos promedio de Aeropuerto Internacional de Des Moines, Iowa (normales 1991–2020, extremos 1878–presente) | Parámetros climáticos promedio de Aeropuerto Internacional de Des Moines, Iowa (normales 1991–2020, extremos 1878–presente) | Parámetros climáticos promedio de Aeropuerto Internacional de Des Moines, Iowa (normales 1991–2020, extremos 1878–presente) | Parámetros climáticos promedio de Aeropuerto Internacional de Des Moines, Iowa (normales 1991–2020, extremos 1878–presente) | Parámetros climáticos promedio de Aeropuerto Internacional de Des Moines, Iowa (normales 1991–2020, extremos 1878–presente) | Parámetros climáticos promedio de Aeropuerto Internacional de Des Moines, Iowa (normales 1991–2020, extremos 1878–presente) | Parámetros climáticos promedio de Aeropuerto Internacional de Des Moines, Iowa (normales 1991–2020, extremos 1878–presente) | Parámetros climáticos promedio de Aeropuerto Internacional de Des Moines, Iowa (normales 1991–2020, extremos 1878–presente) | Parámetros climáticos promedio de Aeropuerto Internacional de Des Moines, Iowa (normales 1991–2020, extremos 1878–presente) | Parámetros climáticos promedio de Aeropuerto Internacional de Des Moines, Iowa (normales 1991–2020, extremos 1878–presente) | Parámetros climáticos promedio de Aeropuerto Internacional de Des Moines, Iowa (normales 1991–2020, extremos 1878–presente) | Parámetros climáticos promedio de Aeropuerto Internacional de Des Moines, Iowa (normales 1991–2020, extremos 1878–presente) | Parámetros climáticos promedio de Aeropuerto Internacional de Des Moines, Iowa (normales 1991–2020, extremos 1878–presente) | Parámetros climáticos promedio de Aeropuerto Internacional de Des Moines, Iowa (normales 1991–2020, extremos 1878–presente) |
| Mes | Ene. | Feb. | Mar. | Abr. | May. | Jun. | Jul. | Ago. | Sep. | Oct. | Nov. | Dic. | Anual |
| --- | --- | --- | --- | --- | --- | --- | --- | --- | --- | --- | --- | --- | --- |
| Temp. máx. abs. (°C) | 19.4 | 25.6 | 32.8 | 33.9 | 40.6 | 39.4 | 43.3 | 43.3 | 38.3 | 35 | 27.8 | 23.3 | 43.3 |
| Temp. máx. media (°C) | -0.6 | 2.1 | 9.6 | 16.7 | 22.4 | 27.7 | 29.8 | 28.7 | 24.9 | 17.4 | 9.1 | 2.2 | 15.8 |
| Temp. media (°C) | -5.4 | -2.8 | 4.1 | 10.7 | 16.9 | 22.3 | 24.4 | 23.3 | 19 | 11.8 | 4.1 | -2.4 | 10.5 |
| Temp. mín. media (°C) | -10.1 | -7.8 | -1.3 | 4.8 | 11.3 | 16.9 | 19.1 | 17.9 | 13 | 6.1 | -1 | -6.9 | 5.2 |
| Temp. mín. abs. (°C) | -34.4 | -32.2 | -30 | -12.8 | -3.3 | 2.8 | 8.3 | 4.4 | -3.3 | -13.9 | -23.3 | -30 | -34.4 |
| Precipitación total (mm) | 27.4 | 34 | 55.1 | 102.1 | 133.1 | 133.6 | 97 | 105.9 | 80.8 | 70.6 | 48.5 | 40.1 | 928.4 |
| Nevadas (cm) | 23.9 | 25.9 | 11.2 | 3 | 0.5 | 0 | 0 | 0 | 0 | 1.3 | 6.9 | 20.1 | 92.7 |
| Días de precipitaciones (≥ 0.2 mm)                                                                                          | 8.2 | 8.4 | 9.5 | 11.5 | 12.7 | 11.7 | 9.5 | 9.4 | 8.2 | 8.6 | 7.7 | 7.8 | 113.2 |
| Días de nevadas (≥ 0.2 cm)                                                                                                  | 6.9 | 6.3 | 3.1 | 1.0 | 0.1 | 0.0 | 0.0 | 0.0 | 0.0 | 0.5 | 1.8 | 5.6 | 25.3 |
| Horas de sol | 157.7 | 163.3 | 206.0 | 222.2 | 276.0 | 312.1 | 337.8 | 297.9 | 239.8 | 210.0 | 138.5 | 129.2 | 2690.4 |
| Humedad relativa (%) | 71.0 | 71.3 | 67.9 | 63.2 | 63.0 | 64.8 | 67.7 | 70.0 | 70.9 | 66.5 | 71.0 | 74.6 | 68.5 |
| Fuente: NOAA (humedad y horas de sol 1961−1990)                                                                             | | | | | | | | | | | | | |

## Área metropolitana
El área metropolitana de Des Moines abarca cinco condados: Polk, Dallas, Warren, Madison y Guthrie. Se estima que en 2009 la población era de 562.906 habitantes según la Oficina del Censo de los Estados Unidos. Antes de que las áreas metropolitanas fuera redefinidas en el 2003, el área metropolitana de Des Moines consistía solamente de los condados Polk, Dallas y Warren.

## Suburbios
Los suburbios de Des Moines incluyen las localidades de Altoona, Ankeny, Bondurant, Carlisle, Clive, Grimes, Indianola, Johnston, Norwalk, Pleasant Hill, Polk City, Urbandale, Waukee, West Des Moines y Windsor Heights.

## Demografía
Según el censo de 2010, había 203.433 personas residiendo en la localidad. La densidad de población era de 950,98 hab./km². Había 88.729 viviendas con una densidad media de 414,78 viviendas/km². El 76,42% de los habitantes eran blancos, el 10,25% afroamericanos, el 0,5% amerindios, el 4,42% asiáticos, el 0,07% isleños del Pacífico, el 4,99% de otras razas, y el 3,35% pertenecía a dos o más razas. El 11,96% de la población eran hispanos o latinos de cualquier raza.
Según el censo de 2000, había 80.504 hogares de los cuales 29,5% tenían hijos menores de 18 años viviendo con ellos, 43,7% eran parejas casadas viviendo juntos, 12,6% tenían ama de casa sin un esposo presente y 39,5% no eran familias. La distribución por edades era: 24,8% menores de 18 años, 10,6% de 18 a 24 años, 31,8% de 25 a 44, 20,4% de 45 a 64 y 12,4% con 65 años o más. La edad promedio era 34 años. Por cada 100 mujeres había 93,8 hombres. Por cada 100 mujeres de 18 años o más había 90,5 hombres. El ingreso promedio por hogar era 38.408 dólares ($) y por familia era 46.590 $. Los hombres tenían un ingreso promedio de 31.712 $ frente a 25.832 $ para las mujeres. La renta per cápita de la ciudad era 19.467 $. Cerca del 7,9% de las familias y del 11,4% de la población estaban por debajo del umbral de pobreza incluyendo 14,9% de aquellos menores de 18 y 7,6% de aquellos con 65 años o más.

## Economía
Des Moines es la sede de 3 importantes empresas americanas: "Principal Financial Group", empresa de servicios financieros; "Meredith Corporation" de publicidad y "Ruan Transportation", una empresa de transportes.
Otras corporaciones importantes como Wells Fargo, Grupo ING o John Deere realizan importantes negocios en o cerca del área metropolitana. La revista Forbes clasificó a Des Moines como el 11º "Mejor Lugar de Negocios" en 2006.

## Deporte
| Equipo            | Deporte          | Competición           | Estadio              | Creación |
| ----------------- | ---------------- | --------------------- | -------------------- | -------- |
| Iowa Hawkeyes     | Baloncesto       | NCAA                  | Carver-Hawkeye Arena | 1923     |
| Iowa Hawkeyes     | Fútbol Americano | NCAA                  | Kinnick Stadium      | 1923     |
| Drake Bulldogs    | Baloncesto       | NCAA                  | Knapp Center         | 1959     |
| Drake Bulldogs    | Fútbol Americano | NCAA                  | Drake Stadium        | 1893     |
| Iowa Wolves       | Baloncesto       | G League              | Wells Fargo Arena    | 2007     |
| Iowa Barnstormers | Fútbol Americano | Arena Football League | Wells Fargo Arena    | 2010     |
| Iowa Cubs         | Béisbol          | Pacific Coast League  | Principal Park       | 1969     |

## Personas destacadas
- Caitlin Clark, jugadora de baloncesto.
- Joey Jordison, fallecido exbaterista de Slipknot, guitarrista de Murderdolls.
- Mick Thomson Guitarrista de Slipknot.
- Paul Gray, fallecido Bajista de Slipknot.
- Shawn Johnson, gimnasta.
- Lolo Jones, atleta.
- Thomas M. Disch, escritor.
- Chris Fehn, percusionista de Slipknot.
- Casey Blake, jugador de béisbol de la MLB.
- Bill Bryson, autor.
- Stephen Collins, actor.
- Sid Wilson DJ de Slipknot.
- Shawn Crahan,, percusionista De Slipknot
- Thomas M. Disch, autor.
- David Anthony Higgins, actor, conocido por su papel en Malcolm in the Middle.
- Craig Jones, ex-sampler De Slipknot.
- Cloris Leachman, actriz.
- Kevin Love, piloto de NASCAR.
- Phyllis Love, actriz.
- Stanley B. Prusiner, neurólogo y bioquímico, Premio Nobel de Fisiología y Medicina (1997) por sus estudios sobre los priones.
- Brandon Routh, actor, protagonista de Superman Returns.
- Stephen Stucker, actor.
- James Root, guitarrista de Slipknot y exguitarrista de Stone Sour.
- Corey Taylor, cantante de las bandas de Slipknot y Stone Sour.
- India Summer, actriz pornográfica.

## Ciudades hermanadas
- San Miguel de Tucumán, Argentina.
- Kōfu, Japón.
- Naucalpan, México.
- Saint-Étienne, Francia.
- Shijiazhuang, China.
- Stávropol, Rusia.
- Provincia de Catanzaro, Italia.
- Gante, Bélgica.